# 闻一多
闻一多（1899年11月24日—1946年7月15日），本名家骅，字友三，湖北浠水巴河镇人，中國現代诗人、作家、学者、大学教授。于1946年被昆明警備司令部下級軍官暗殺。

## 生平
1910年，闻一多与堂兄们来到武昌求学，就读于两湖总师范学堂附属高等小学校。中华民国建立后，闻一多就读于武昌民国公校和实修学校一段时间。
1912年，以湖北籍第二名考入北京清华学校中等科一年级，喜读中国古代诗集、诗话、史书、笔记等。1916年开始在《清华周刊》上发表系列读书笔记，总称《二月庐漫记》。同时创作旧体诗。1919年五四运动时积极参加学生运动，曾代表学校出席全国学联会议（上海）。
1920年4月，发表第一篇白话文《旅客式的学生》。同年9月，发表第一首新诗《西岸》。
1921年，闻一多从清华学校毕业。11月，与梁实秋等人发起成立清华文学社，次年3月，写成《律诗的研究》，开始系统地研究新诗格律化理论。
1922年7月，赴美国芝加哥艺术学院学习。同年年底，出版与梁实秋合著的《冬夜草儿评论》，代表了闻一多早期对新诗的看法。1923年出版第一部诗集《红烛》，把反帝爱国的主题和唯美主义的形式典范地结合在一起。
1925年5月，闻一多回国后，历任国立第四中山大学（1928年更名为中央大学，1949年更名为南京大学）、国立武汉大学（任文学院首任院长并设计校徽）、国立青岛大学（今山东大学）、国立北平艺术专科学校、政治大学、清华大学、西南联合大学教授，曾任北京艺术专科学校教务长、南京第四中山大学外文系主任、武汉大学文学院长、国立青岛大学文学院长。
1925年7月4日，发表《七子之歌》，写出中国被列强掳掠的七片土地的声音。
从美国留学回国后，闻一多对北京的国家主义者团体联合会“内除国贼，外抗强权”的宗旨很赞同，于是找到发起人李璜，要求加入，表示：“现在北京的共产党闹得不成话，非与他们先干一下，唱唱花脸不可”；参加了国家主义派在北大召开的反苏反共两次大的活动，每次都与共产党人发生激烈冲突；在给友人的信中曾谈及此事：“开会时有多数赤魔入，大肆其捣乱之伎俩，提议案竟一无成立者。结果国家主义者与共产主义者隔案相骂，如两军对垒然。骂至深夜，遂椅凳交加，短兵相接”。
1926年1月下旬，北京国家主义团体联合会讨论社会上传言的日俄企图出兵东三省问题，并决定发表宣言，表示反对，闻一多代表大江学会前往参加。有一位旅俄华侨归国代表找到李璜，诉说我侨胞遭俄虐待云云。李璜即请闻一多、罗隆基等多位教授和学生开会，决定召开“反俄援侨大会”。
1928年，出版第二部诗集《死水》，在颓废中表现出深沉的爱国主义激情。此后致力于古典文学的研究。对《周易》《诗经》《庄子》《楚辞》四大古籍的整理研究，被郭沫若称为“前无古人，后无来者”。
1930年，到刚刚组建的国立青岛大学任文学院院长。九一八事变后该校学生组织起来，为了南下请愿，卧轨拦停火车。1931年12月2日，国立青岛大学学生组织了179人的学生请愿团到南京请愿，要求南京国民政府出兵东北抗日。鉴于全国各地学生纷纷到南京，教育部下令各校阻止学生前往。校务会议认为这样做于事无补，便决议开除为首的学生若干名，学生和学校当局产生对立。1932年春季，教育部出台了《大学学则》，规定全年学程有三门不及格或必修学程有两门不及格者，令其退学。1932年5月，青岛大学学生自治会要求学校免收宿费并取消校规中“学生全年课程有3种不及格或必修课程有2种不及格者令其退学”的规定。学生认为，时局不靖，爱国第一，学校如此压迫学生，目的是反对学生从事爱国运动。1932年6月，国立青岛大学因“学分淘汰制”引发学潮后，在与学校交涉未果后，学生仍不满意，坚持罢课，并把主要矛头对准校长杨振声最信任的闻一多，说闻是“准法西斯蒂主义者”。在青岛大学学生自治会发出《驱闻宣言》里，说闻一多纠集新月派霸占学校领导权，过去迫害青年学生，这次又要对学生施加暴力。这次学潮影响很大，7月3日行政院下令解散国立青岛大学，“听候整理”，“现尚留校学生，应限于三日内一律离校，听候甄别”；当天，国立青大即电告教育部“谓已遵令解散”；7月5日，山东省政府召开政务会议，议决三条，上报行政院：一、国立青岛大学改为国立山东大学，二、旧有文理院仍在青岛，并在济南设农工学院。三、设农工学院时，须与省府磋商办法。9月2日，南京国民政府行政院会议议决，将国立青岛大学更名为国立山东大学；学生均需经过甄别才能留下。教育部还成立了新的领导班子，负责甄别工作，闻一多也是这个班子的成员之一。最后，闻一多辞职，回到母校清华大学任“研究教授”。
1936年12月“西安事变”爆发时，清华大学教授闻一多、朱自清、冯友兰、张奚若、吴有训、陈岱孙、萧公权等被推举为起草电报与宣言的七人委员会成员，《清华大学教授会为张学良叛变事宣言》中，谴责张学良、坚决拥护蒋介石。执笔者为朱自清教授。
1937年中國抗日戰爭开始，他在昆明西南联大任教。抗战八年中，他蓄起一把胡子，发誓不取得抗战的胜利不剃去。抗战初期，闻一多苦读不辍，除上课外平日很少下楼，以至友人皆劝其“何妨一下楼呢”，遂得到“何妨一下楼斋主人”雅号。研究范围从唐诗开始，不断上溯，对《诗经》、《周易》、《楚辞》，远古神话和金文甲骨等都有深入研究。把中国传统的考据校勘之学与弗洛伊德精神分析法和文化人类学方法熔合。
据朱自清1943年5月9日日记载，罗常培给闻一多一份入党申请书，拉闻入党。闻有些动心，邀朱自清一同参加。朱以“未受到邀请”为由婉拒。受朱的影响，闻才打消了入党的念头。
1943年后，目睹了国民政府的一些腐败现象，遂积极参加反对独裁、争取民主的斗争。
1944年夏末，曾任《新华日报》总编辑、中共南方局宣传部长的华岗，被派到昆明做统战工作，出任云南大学社会学系教授，实际上是南方局与“云南王”龙云之间的联络人。华岗主动拜访闻一多，带去周恩来的一封亲笔信：“像闻一多这样的知识分子，对国民党的腐败是反抗的，他们也在探索，在找出路，而且他们在学术界，在青年学生中，还是有广泛社会联系和影响的，所以应该争取他们，团结他们。”华岗邀请闻一多加入了共产党外围组织“西南文化研究会”，闻一多较为系统地阅读了共产党的经典理论书籍。1944年秋，罗隆基、吴晗介绍闻一多加入了中国民主同盟。1945年10月，华岗返回重庆前，对闻一多说，现在形势变了，要注意保存革命力量，不要采取极端措施。闻一多记住了这些叮嘱，在一二一惨案之前，并不赞成学生罢课，因为他认为这会过于暴露自己，不符合华岗说的保存力量的指示。

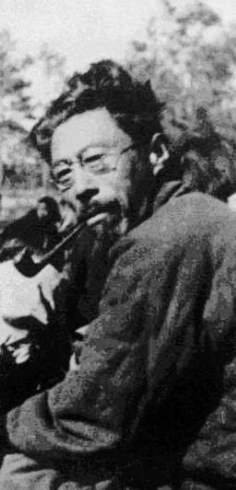
遇刺不久前的闻一多

1945年为中国民主同盟会委员兼雲南省负责人、昆明《民主周刊》社长。一二一惨案发生后，他投身民主运动，反对蔣中正的独裁统治。
1946年7月15日在悼念被暗杀的李公朴的大会上发表了《最后一次讲演》，当天下午在西仓坡宿舍门口即被昆明警备司令部下级军官汤时亮和李文山枪杀，聞一多之子闻立鹤亦身受重傷。聞一多被暗殺後，举世震惊，當時在庐山的蔣中正也知道問題的嚴重性，下令唐縱徹查，暗殺事件很快就破案，李文山和汤时亮由宪兵司令部举行公开军法审讯，两人经审讯后被枪决。昆明警察局長龔少俠也因此被撤職。事實上是雲南警備總司令霍揆彰安排了兩名死囚充當凶手被槍決，真兇早已逍遙法外。台灣學者陳永發表示：“闻一多遭暗杀事件，是国共内战转折的重要关键。当时国民政府处理不当，被批为法西斯独裁，让红色政权赢得知识分子、学生支持，甚至连国际舆论、支持也开始转向。”陳永發表示：整個暗殺事件前後浮現出特務嚴重的問題，蔣中正已無法精準地掌控整個特務情報系統。
1948年8月，闻一多的遗著——《闻一多全集》出版，由朱自清主编，雷海宗、潘光旦、吴晗、浦江清、许维啭、余冠英协助完成。

## 著作书目

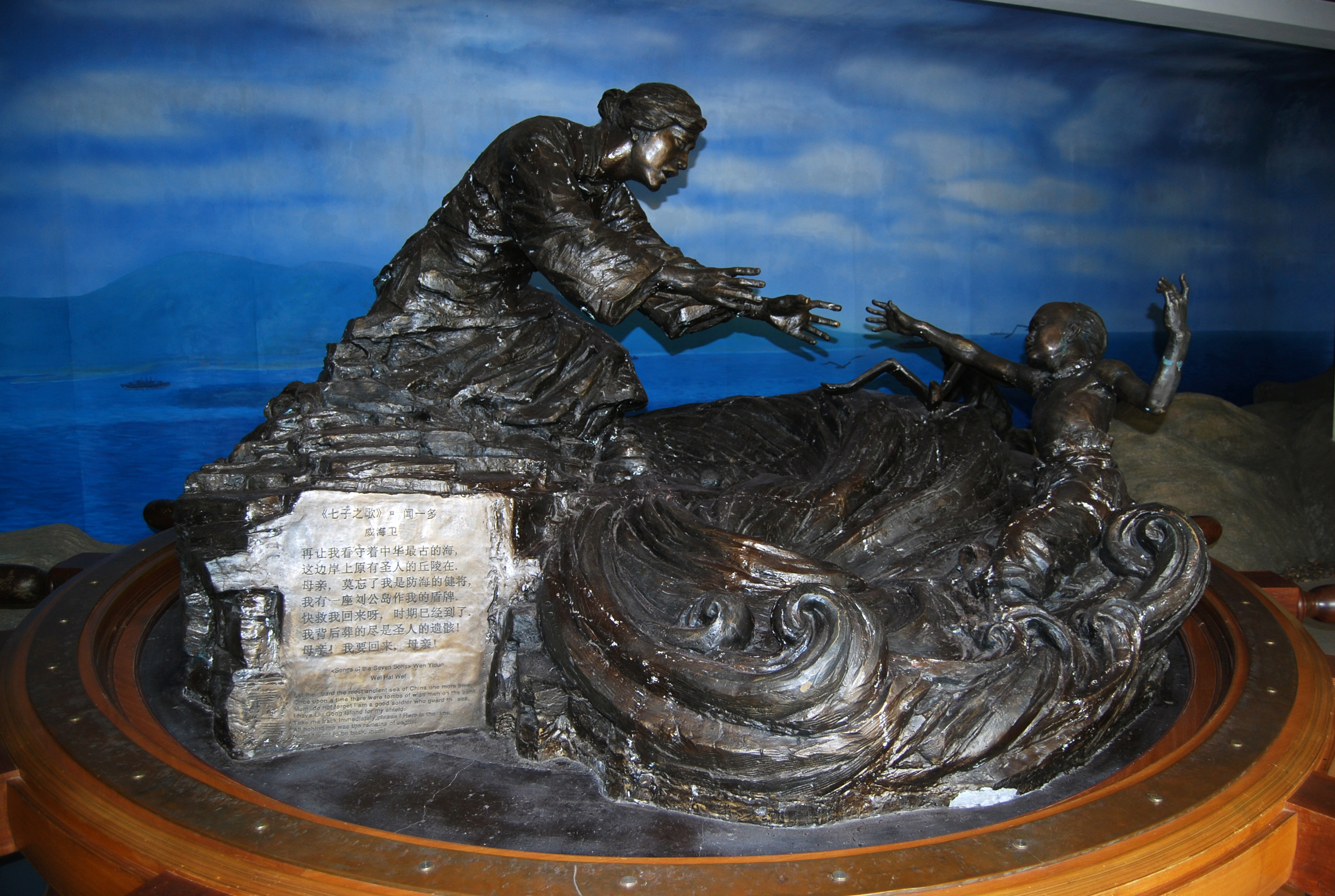
为《七子之歌》作的雕塑

- 《冬夜草儿评论》与梁实秋合著，1922，清华文学社
- 《红烛》（诗集）1923，泰东；1981，人文
- 《死水》（诗集）1928，新月；1980，人文
- 《闻一多全集》（1一4册）1948，开明；1982，三联
- 《闻一多选集》1951，开明
- 《闻一多诗文选集》1955，人文
- 《闻一多青少年时代诗文集》1983，云南人民
- 《闻一多论新诗》（评论）1985，武汉大学出版社
- 《楚辞补校》（古典文学研究）1942，重庆国民图书出版社
- 《神话与诗》（古典文学研究）1956，古籍
- 《古典新义》（上下册，古典文学研究）1956，古籍
- 《唐诗杂论》（古典文学研究）1956，古籍
- 《闻一多论古典文学》1984，重庆出版社
- 《离骚解诂》（古典文学研究）1985，上海古籍

## 文學主張
聞一多主張新詩的格律詩要講求音樂美，重視音尺整齊，韻律諧協；要講求繪畫美，務使句雕字琢，嚴謹精煉；要講求建築美，追求節的勻稱，句的均齊。

## 詩風
聞一多新詩具強烈民族意識，流露出濃厚的愛國感情，從超現實而充滿浪漫氣息的生活中，轉到滿腔熱血，全部奉獻給他所忠於的事業。新月派作家中，只有聞一多才顯出強烈而迫切的愛國精神和正義感。
聞一多早期詩歌多屬自由體，後期詩歌形式整齊。他較早提出新詩的格律問題。他的新詩具音樂美，講究音尺、平仄和押韻，重視音尺的節奏和旋律的美，押韻方式豐富多采；具繪畫美，形象豐富，色彩穠麗；具建築美，重視節的對稱和句的均齊，主張詩節勻稱和詩句整齊。
聞一多新詩善於創造比喻，想象力豐富，善用擬人法，強調暗示，意在言外，善於使用典故，增強了詩的繁富，語言精鍊，精於鍊字，善於自鑄新詞，並在實踐中作可貴嘗試。他依西洋格律而創作，但跟徐志摩不同的，是他的詩歌氣勢雄渾豪邁，善用北方口語。

## 评价

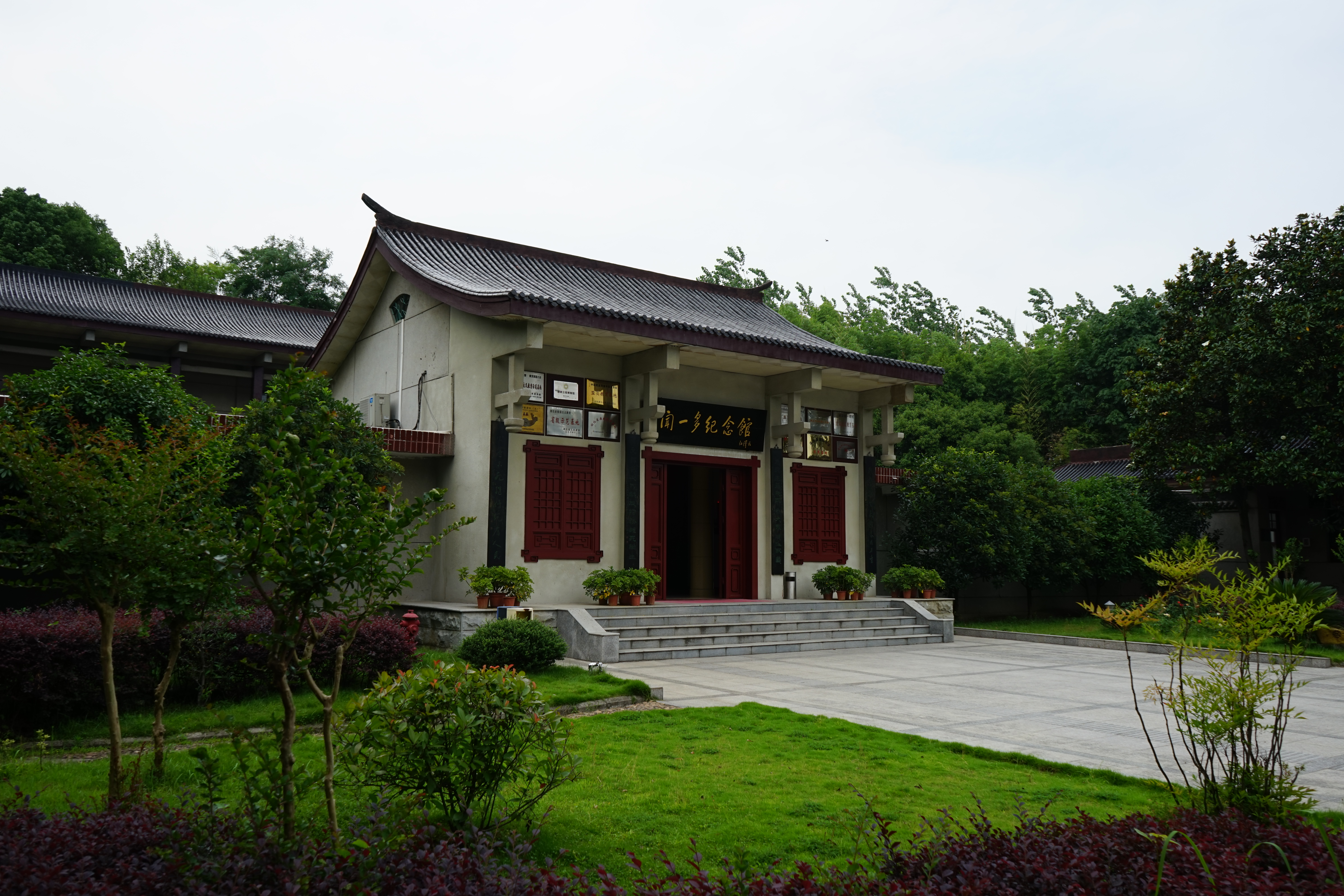
位于闻一多故乡浠水县的闻一多纪念馆。

瑞典著名汉学家、诺贝尔文学奖终审评委马悦然认为：“闻一多，1946年被枪杀了。他的《死水》和《红烛》很好，非常好。他的《死水》我认为是非常伟大的作品——这是／一沟／绝望的／死水，清风／吹不起／半点／漪沦。《死水》是闻一多在诗歌构建方面最成功的实验，是五四运动期间诗歌中最悲哀的一首诗，是现代中国文学中韵律最完美的挽歌式的诗歌。他的诗有一种建筑的美，他是个诗歌建筑家，他的诗歌都有一个美丽的形式，非常好。他有一些短诗诗意很像唐朝时代的绝句。闻一多不光是伟大的诗人，也是一位杰出的学者，他是五四运动之后非常杰出的作家。他还有一首诗《闻先生的书桌》，写得非常好，写他书桌上的笔墨、纸砚，他看着那些东西就开始发牢骚。他的诗歌都是用民间语言写出来的，像《飞毛腿》，完全是用北京的拉车夫的语言写的——“我说飞毛腿那小子也真够别扭，管保是拉了半天车半天歇着”，这首诗非常好。”

## 畫像
- 聞一多 / 江啟明 (Kong Kai Ming) （页面存档备份，存于）  Portrait Gallery of Chinese Writers (Hong Kong Baptist University Library 香港浸會大學圖書館)